# Ізорелла
Ізорелла (італ. Isorella) — муніципалітет в Італії, у регіоні Ломбардія, провінція Брешія.
Ізорелла розташована на відстані близько 420 км на північний захід від Рима, 90 км на схід від Мілана, 25 км на південь від Брешії.
Населення — 4116 осіб (2014).
Щорічний фестиваль відбувається 16 серпня. Покровитель — святий Рох.

## Демографія
Населення за роками:

Станом на 1 січня 2023 року в муніципалітеті офіційно проживало 530 іноземців з 22 країн, серед них 228 громадян країн Євросоюзу та 12 громадян України.

## Сусідні муніципалітети
- Кальвізано
- Гамбара
- Геді
- Готтоленго
- Ремеделло
- Візано